# Polizie segrete sovietiche
La lista delle polizie segrete sovietiche enumera, in ordine cronologico, le polizie segrete che hanno operato in Unione Sovietica. 

## Cronologia
La prima polizia segreta dopo la Rivoluzione russa, organizzata in ottemperanza a un decreto di Lenin del 20 dicembre 1917, si chiamava "Čeka" (ЧК). I suoi appartenenti erano denominati čekisti, un nome che è ancora utilizzato per riferirsi all'odierno FSB russo, successore del KGB.
- Čeka (Abbreviazione di Večeka, a sua volta acronimo del "Comitato straordinario di tutta la Russia per combattere la controrivoluzione ed il sabotaggio") (in russo Всероссийская чрезвычайная комиссия по борьбе с контрреволюцией и саботажем)
  - Feliks Dzeržinskij 1917 - 1918
  - Jakov Peters 1918
  - Feliks Dzeržinskij 1918 - 1922

6 febbraio 1922 la Čeka diventa Direzione Politica di Stato GPU, una sezione dell'NKVD della RSSF Russa.
- NKVD - "Commissariato del Popolo per gli Affari Interni"
  - GPU - Direzione Politica di Stato
    - Feliks Dzeržinskij 1922 - 1923

15 novembre 1923 la GPU si riorganizza nell'OGPU alle dipendenze del Consiglio dei commissari del popolo dell'URSS.
- OGPU - "Direzione Comune Politica di Stato" o "Ufficio Politico di Stato di tutta l'Unione"
  - Feliks Dzeržinskij 1923 - 20 luglio 1926
  - Vjačeslav Menžinskij luglio 1926 - maggio 1934

10 luglio 1934 l'OGPU diviene la GUGB dell'NKVD dell'URSS; l'NKVD dell'SFSR cessa di esistere.
- NKVD + GUGB - "Direzione Generale per la Sicurezza dello Stato" (Sia il GUGB sia l'NKVD sono diretti dalla medesima persona.)
  - Genrich Jagoda 1934 - 1936
  - Nikolaj Ežov 1936 - 1938
  - Lavrentij Berija 1938 - 1945

Il 3 febbraio 1941 il GUGB e l'NKVD sono per un breve periodo separati, poi riuniti e, nel 1943, separati ancora.
- NKGB - "Commissariato del Popolo per la Sicurezza dello Stato"
  - Vsevolod Merkulov 3 febbraio - 20 luglio 1941 (l'NKGB torna a far parte dell'NKVD)
  - Vsevolod Merkulov 14 aprile 1943 - 1946 (l'NKGB è di nuovo separato dall'NKVD)

18 marzo, 1946 tutti i Commissariati del Popolo sono rinominati Ministeri.
- MGB - "Ministero per la sicurezza di stato"
  - Viktor Abakumov 1946 - 1951
  - Sergej Ogol'cov agosto - dicembre 1951
  - Semën Ignat'ev 1951 - 1953

- Komitet Informatsii (KI) - "Comitato di Informazione"
  - Pëtr Fedotov MGB
  - Fëdor Kuznecov GRU
  - Jakov Malik Ministero degli Esteri

30 maggio 1947: decisione ufficiale con lo scopo dichiarato di "aggiornare il coordinamento dei diversi servizi di intelligence e di concentrarne gli sforzi sui filoni principali". Nell'estate del 1948 il personale militare del KI venne restituito all'esercito sovietico per ricostituire una sezione estera dell'intelligence militare del GRU. Le sezioni del KI che si occupavano del blocco orientale e degli emigrati sovietici vennero riportate sotto l'MGB alla fine del 1948. Nel 1951 il KI ritornò all'MGB.
5 marzo 1953: MVD e MGB vengono fuse nell'MVD da Lavrentij Berija.
- MVD - "Ministero degli affari interni"
  - Sergej Kruglov marzo 1953 - marzo 1954

13 marzo 1954: con l'epurazione di Berija, le funzioni di polizia segreta vengono nuovamente separate dal ministero dell'interno (MVD), ma il nuovo organo indipendente non è un ministero (come era il MGB), ma un comitato, sotto il controllo del Consiglio dei ministri. Questo assetto del KGB resterà stabile sino al 1991. 
- KGB - Comitato per la sicurezza di stato
  - Ivan Serov 13 marzo 1954 - 8 dicembre 1958
  - Aleksandr Šelepin 25 dicembre 1958 - 13 novembre 1961
  - Vladimir Semičastnyj 13 novembre 1961 - 18 maggio 1967
  - Jurij Andropov 18 maggio 1967 - 26 maggio 1982
  - Vitalij Fedorčuk 26 maggio 1982 - 17 dicembre 1982
  - Viktor Čebrikov 17 dicembre 1982 - 1º ottobre 1988
  - Vladimir Krjučkov 1º ottobre 1988 - 22 agosto 1991
  - Leonid Šebaršin 22 agosto 1991 - 23 agosto 1991 (facente funzioni)
  - Vadim Bakatin 23 agosto 1991 - 22 ottobre 1991

Dopo che il Comitato per l'Emergenza di Stato fallisce nel rovesciare Gorbačëv e Boris El'cin prende il controllo, il generale Vadim Bakatin riceve l'ordine di sciogliere il KGB.

### Servizi segreti della Russia Imperiale
- Ochrana, polizia segreta dell'Impero Russo
- Corpo Speciale dei Gendarmi
- Terza Sezione della Cancelleria di Sua Maestà Imperiale

### Servizi segreti militari sovietici e russi
- Glavnoe Razvedyvatel'noe Upravlenie (GRU)

### Polizia segreta e servizi di intelligence della Federazione Russa
- FSB - Successore russo del KGB
- Služba vnešnej razvedki (Servizio di Intelligence Estera) - Ex 1° direttorato del KGB, ora agenzia indipendente
- Servizio di Protezione Federale (Russia) - Ex 9° direttorato del KGB, ora agenzia indipendente
- Servizio di Sicurezza Presidenziale - Ex parte del KGB, ora agenzia indipendente
- FAPSI - Comunicazioni di stato, ex 8° e 16° direttorato del KGB, ora agenzia indipendente